# Jo Yeong-suk
Jo Yeong-suk (조영숙?; Seul, 6 agosto 1951) è un'ex cestista sudcoreana.

## Carriera
Con la Corea del Sud ha disputato i Campionati del mondo del 1971.